# Effettuazione
L'effettuazione è un principio strategico per imprenditoria e problem solving formalizzato da Saras Sarasvathy nel 2001.

## Fondamenti
L'effettuazione è un principio introdotto da Saras Sarasvathy nel 2001. A partire dal 1997 Sarasvathy ha condotto ricerche presso 27 imprenditori esperti. Sarasvathy ha intervistato gli imprenditori e gli ha fatto risolvere casi per evidenziare il loro modo di riflettere e dove cominciano. È emerso che l'89% di questi imprenditori esperti usava l'effettuazione più spesso del ragionamento causale. L'approccio causale è il modello opposto all'effettuazione e prevede partendo da un effetto desiderato la deduzione delle possibili cause su cui lavorare per ottenerlo. L'effettualità è più adatta per modelli con incertezze, mentre il ragionamento causale è usabile quando il futuro è più predicibile.

## Principi dell'effettuazione
La logica effettuale viene definita da 5 principi:
- "bird-in-hand" (cominciare da quel che c'e'): gli imprenditori cominciano con le carte che hanno in mano. Devono analizzare chi sono, cosa sanno e chi conoscono. I loro studi, gusti ed esperienze sono alcuni esempi dei fattori che devono essere considerati a questo livello. In parallelo è anche a questo livello che l'imprenditore deve considerare le sue 3 "F": famiglia (family), amici (friends) e sciocchi (fools). Da questo punto gli imprenditori si focalizzano sulle loro competenze. Di conseguenza un imprenditore non comincia con un obiettivo chiaro ma con gli strumenti in suo possesso.
- la perdita accettabile: un imprenditore non si focalizza sul potenziale beneficio ma sulla possibile perdita e sul modo per limitare tale perdita.
- il principio della limonata: gli imprenditori considerano le contingenze. Le sorprese non devono essere necessariamente considerate come qualcosa di negativo ma come opportunità di trovare nuovi sbocchi, nuovi mercati.
- la coperta di pezze (formare partnership): gli imprenditori cooperano con gli stakeholders di cui si possono fidare. Questi stakeholders contribuiscono a ridurre le incertezze, a limitare la perdita accettabile con loro impegni siglati nel periodo iniziale dell'affare.
- il pilota d'aereo: a questo livello tutti i principi precedenti sono raggruppati. Il futuro non può essere previsto, ma gli imprenditori possono controllare alcuni dei fattori che lo determinano.